# Rozszerzenie granic Quebecu (1898)

Etapy ustanawiania granic prowincji Quebec

Rozszerzenie granic prowincji Quebec w 1898 nastąpiło na mocy ustawy Parlamentu Kanady Quebec Boundary Extension Act z 1898 roku.
Północna granica prowincji została ustanowiona wzdłuż wschodniego wybrzeża Zatoki Jamesa od ujścia rzeki Eastmain wzdłuż jej koryta w kierunku północno-wschodnim, a następnie w kierunku wschodnim wzdłuż rzeki Churchill do zachodniej granicy Labradoru.